# Lac Ylíki
Le lac Ylíki, en grec moderne Υλίκη / Ylíki, en grec ancien Ὑλικὴ / Hylike, latininisé en Hylica, est un lac naturel de Grèce, situé en Grèce-Centrale en Béotie.
Il est situé à une altitude de 78 mètres, à huit kilomètres au nord de Thèbes. Il constitue une source d'approvisionnement d'eau pour l’agglomération d'Athènes depuis 1958.